# Kamarási György
Kamarási György (? – 1724 és 1747 között) magyar református lelkész, számos halotti beszéd írója.

## Élete
Életéről nem túl sok adat maradt fenn. Sorostélyon volt hosszú időn keresztül udvari pap. 1713-ban Gyulafehérvárra, onnan hamarosan Désre, innen pedig Fogarasra ment lelkésznek, ahol 1720-ban már és 1724-ben még ott volt. További sorsa ismeretlen, de az bizonyos, hogy 1747-ben már nem volt életben.
Kamarási a halotti prédikáció korabeli mestere volt. Beszédei nem jelentek meg életében, és halála valószínűleg el is kallódtak volna, ha 1747-ben Báró Bánffy Zsigmond ki nem nyomtatta volna őket. A mű 418 oldalas.

## Művei
- A jó feleség czímere. Melyet... néhai mélt Kun Borbára uri nagy aszszony mélt. Széki Teleki József gróf úr kedves házastársa földbe takaríttatásakor, a kertsesórai udvari templomban 1720. Karácsony hava 4. napján koporsójára ragasztott. Kolozsvár. (Solymosi Mihály beszédével együtt.)
- Emlékezet kövei az az halotti száz prédikácziók ... alkalmaztatott Kamarási György életében ... Kolozsvár, 1747. (Előszava kelt 1724. decz. 10. Fogarasban. 2. kiadás. Uo. 1766.)